# 塞布湖
6°12′55″N 124°42′5″E / 6.21528°N 124.70139°E

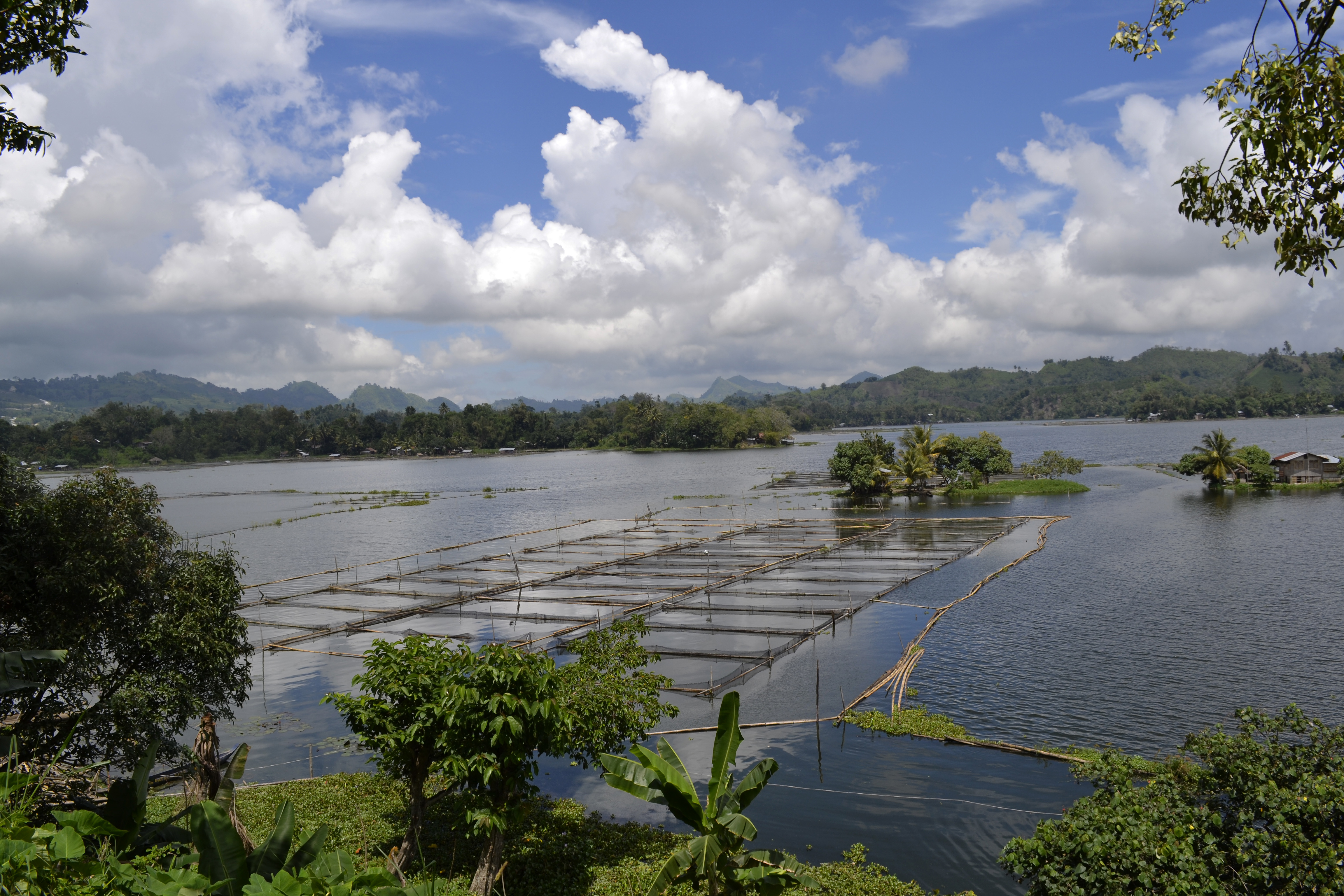
賽布湖

塞布湖是菲律賓的湖泊，位於棉蘭老島，面積3.54平方公里，最大水深34米，海拔高度1,000米，湖中有11座島嶼，當地政府和旅遊局致力發展生態旅遊。

## 外部連結
LakeSebu.com